# Boksen op de Olympische Zomerspelen 1932
Boksen is een van de sporten die beoefend werden tijdens de Olympische Zomerspelen 1932 in Los Angeles.

## Heren
Uitslagen per gewichtsklasse: 

### vlieggewicht (tot 50.80 kg)
| rang   | sporter            | land |
| ------ | ------------------ | ---- |
| Goud   | István Énekes      | HUN  |
| Zilver | Francisco Cabañas  | MEX  |
| Brons  | Louis Salica       | USA  |
| 4      | Thomas Pardoe      | GBR  |
| 5      | Edelweis Rodriguez | ITA  |
| 5      | Werner Spannagel   | GER  |
| 5      | Isaac Duke         | RSA  |
| 5      | Kiyonobu Murakami  | JPN  |

### bantamgewicht (tot 53.52 kg)
| rang   | sporter                | land |
| ------ | ---------------------- | ---- |
| Goud   | Horace Gwynne          | CAN  |
| Zilver | Hans Ziglarski         | GER  |
| Brons  | José Villanueva        | PHI  |
| 4      | Joseph Lang            | USA  |
| 5      | Carlos Alberto Pereyra | ARG  |
| 5      | Paul Nicolas           | FRA  |
| 5      | Vito Melis             | ITA  |
| 5      | Akira Nakao            | JPN  |

### vedergewicht (tot 57.15 kg)
| rang   | sporter               | land |
| ------ | --------------------- | ---- |
| Goud   | Carmelo Robledo       | ARG  |
| Zilver | Josef Schleinkofer    | GER  |
| Brons  | Carl Carlsson-Ekebäck | SWE  |
| 4      | Gaspare Alessandri    | ITA  |
| 5      | John Hines            | USA  |
| 5      | Henri Walter          | FRA  |
| 5      | Ernest Smith          | IRL  |
| 5      | John Keller           | CAN  |

### lichtgewicht (tot 61.24 kg)
| rang   | sporter          | land |
| ------ | ---------------- | ---- |
| Goud   | Lawrence Stevens | RSA  |
| Zilver | Thure Ahlqvist   | SWE  |
| Brons  | Nathan Bor       | USA  |
| 4      | Mario Bianchini  | ITA  |
| 5      | Frank Genovese   | CAN  |
| 5      | Frantz Kartz     | GER  |
| 5      | Gaston Mayor     | FRA  |

### weltergewicht (tot 66.68 kg)
| rang   | sporter          | land |
| ------ | ---------------- | ---- |
| Goud   | Edward Flynn     | USA  |
| Zilver | Erich Campe      | GER  |
| Brons  | Bruno Ahlberg    | FIN  |
| 4      | David McCleave   | GBR  |
| 5      | Robert Barton    | RSA  |
| 5      | Luciano Fabbroni | ITA  |
| 5      | Lucien Laplace   | FRA  |
| 5      | Carl Jensen      | DEN  |

### middengewicht (tot 72.57 kg)
| rang   | sporter         | land |
| ------ | --------------- | ---- |
| Goud   | Carmen Barth    | USA  |
| Zilver | Amado Azar      | ARG  |
| Brons  | Ernest Pierce   | RSA  |
| 4      | Roger Michelot  | FRA  |
| 5      | Hans Bernlöhr   | GER  |
| 5      | Aldo Longinotti | ITA  |
| 5      | Lajos Szigeti   | HUN  |
| 5      | Manuel Cruz     | MEX  |

### halfzwaargewicht (tot 79.38 kg)
| rang   | sporter               | land |
| ------ | --------------------- | ---- |
| Goud   | David Daniel Carstens | RSA  |
| Zilver | Gino Rossi            | ITA  |
| Brons  | Peter Oscar Jørgensen | DEN  |
| 4      | James Murphy          | IRL  |
| 5      | Nikolaos Mastoridis   | GRE  |
| 5      | John Miler            | USA  |
| 5      | Rafael Lang           | ARG  |
| 5      | Hans Berger           | GER  |

### zwaargewicht (boven 79.38 kg)
| rang   | sporter                 | land |
| ------ | ----------------------- | ---- |
| Goud   | Alberto Santiago Lovell | ARG  |
| Zilver | Luigi Rovati            | ITA  |
| Brons  | Frederick Feary         | USA  |
| 4      | George Maughan          | CAN  |
| 5      | Heinz Kohlhaas          | GER  |
| 5      | Gunnar Bärlund          | FIN  |

## Medaillespiegel
| rang   | land             | goud | zilver | brons | totaal |
| ------ | ---------------- | ---- | ------ | ----- | ------ |
| 1      | Argentinië       | 2    | 1      | 0     | 3      |
| 2      | Verenigde Staten | 2    | 0      | 3     | 5      |
| 3      | Zuid-Afrika      | 2    | 0      | 1     | 3      |
| 4      | Canada           | 1    | 0      | 0     | 1      |
| 4      | Hongarije        | 1    | 0      | 0     | 1      |
| 6      | Duitsland        | 0    | 3      | 0     | 3      |
| 7      | Italië           | 0    | 2      | 0     | 2      |
| 8      | Zweden           | 0    | 1      | 1     | 2      |
| 9      | Mexico           | 0    | 1      | 0     | 1      |
| 10     | Denemarken       | 0    | 0      | 1     | 1      |
| 10     | Finland          | 0    | 0      | 1     | 1      |
| 10     | Filipijnen       | 0    | 0      | 1     | 1      |
| totaal | totaal           | 8    | 8      | 8     | 24     |